# Caleb Martin
Caleb Martin (ur. 31 marca 1976 r.) – amerykański narciarz, specjalista narciarstwa dowolnego. Najlepszy wynik na mistrzostwach świata osiągnął podczas mistrzostw w Meiringen, gdzie zajął 6. miejsce w jeździe po muldach. Nigdy nie startował na igrzyskach olimpijskich. Najlepsze wyniki w Pucharze Świata osiągnął w sezonie 1998/1999, kiedy to zajął 8. miejsce w klasyfikacji generalnej, a w klasyfikacji jazdy po muldach był trzeci.
W 2001 r. zakończył karierę.

## Sukcesy

### Mistrzostwa Świata
| Miejsce | Dzień    | Rok  | Miejscowość | Konkurencja      | Zwycięzca       |
| ------- | -------- | ---- | ----------- | ---------------- | --------------- |
| 6.      | 10 marca | 1999 | Meiringen   | Jazda po muldach | Janne Lahtela   |
| 17.     | 14 marca | 1999 | Meiringen   | Muldy podwójne   | Johann Grégoire |

### Puchar Świata

#### Miejsca w klasyfikacji generalnej
- 1998/1999 – 8.
- 1999/2000 – 83.
- 2000/2001 – 72.

#### Miejsca na podium
1. Inawashiro – 17 stycznia 1999 (Jazda po muldach) – 3. miejsce
2. Heavenly Valley – 23 stycznia 1999 (Jazda po muldach) – 3. miejsce

- W sumie 2 trzecie miejsca.